# Almops
Almops (altgriechisch Ἄλμωψς Álmōps) war in der griechischen Mythologie ein Riese und Sohn des Meergottes Poseidon und der Hellē. Er war der Bruder des Paiōn (oder Edonus).
Vom Namen Almops leitet sich der Überlieferung nach der Name der makedonischen Landschaft Almopia und ihrer Einwohner, der Almopen ab.